# Louvil
Louvil település Franciaországban, Nord megyében. Lakosainak száma 902 fő (2022. január 1.). Louvil Cysoing, Templeuve és Péronne-en-Mélantois községekkel határos.

## Népesség
A település népességének változása:
| Lakosok száma | 840  | 813  | 844  | 826  | 847  | 869  | 890  | 895  | 902  |
|               | 2013 | 2015 | 2016 | 2017 | 2018 | 2019 | 2020 | 2021 | 2022 |